# 太阳磁场
太阳磁场通常是根据在磁场中光谱线分裂的塞曼效应（Zeeman effect）测量的，目前的测量精度大约为0.3高斯。
太阳磁场主要在太阳大气层 - 光球、色球和日冕低层中，而在太阳内部或日冕外则很弱。太阳的基本磁场强度约为1高斯，局部磁场很强，如有的黑子磁场可达3000高斯。
磁场是太阳活动的重要因素，它与黑子、谱斑、日珥和耀斑等都有密切关系。
太陽磁場還有週期性的磁場反轉，與黑子的出現地點有所關連，黑子的出現地點會從太陽極區漸漸移往赤道地區，可以用蝴蝶圖來表示，呈現約11年的週期變化，太陽磁場也是約每11年反轉一次